# Кјуро
Кјуро (итал. Chiuro) је насеље у Италији у округу Сондрио, региону Ломбардија.
Према процени из 2011. у насељу је живело 1730 становника. Насеље се налази на надморској висини од 391 м.

## Становништво
| 1936. | 1951. | 1961. | 1971. | 1981. | 1991. | 2001. | 2011. |
| ----- | ----- | ----- | ----- | ----- | ----- | ----- | ----- |
| 1.811 | 1.819 | 1.793 | 2.101 | 2.410 | 2.427 | 2.495 | 2.524 |